# وهبي الحريري
محمد وهبي الحريري الرفاعي (1914-1994) فنان أمريكي من أصل سوري، مهندس عالم شهير وصاحب البلاغ ويعتبر من الفنانين الأوائل في سوريا ممن أرسوا قواعد الحركة التشكيلية.

## السيرة الذاتية
ولد في 1914 في حلب ب سوريا تنقل بين فرنسا، إيطاليا والولايات المتحدة الأمريكية وكندا وغيرها من الدول.
ابتدأ (الحريري) الرسم والنحت وهو صغير فقد قدم مواهبه الفنية بشكل مبكر في حياته فعزز والده تطوره الفني بإرساله إلى أكاديمية الفنون الجميلة في (روما) عام (1932) على نفقته الخاصة، ليكون أول شخص معروف من الشرق الأوسط يسافر إلى إيطاليا لدراسة الفن بشكل أكاديمي.
تخرج عام (1937) من الأكاديمية وتطورت هذه الفترة من حياته لتشمل إبداعه في اللوحات الزيتية والمائية وعمل التماثيل والتصوير الفوتوغرافي.
وفي عام (1948) سافر إلى باريس من أجل دراسة الهندسة المعمارية في مدرسة الفنون الجميلة المشهورة هناك وقد نال على أثرها مرتبة دكتوراه الشرف، كما مُنح الميدالية البرونزية للتميز في الفنون الجميلة، وفي عام 1991 ثمّنت الحكومة الفرنسية إبداعاته بمنحه وسام الآداب والفنون من رتبة فارس.
وفي عام 1964 انتقل إلى السعودية حيث تأثر بشدة بتراث الجزيرة العربية وفي عام 1981 بعد فترة مكثفة من الرسم على أرض الواقع في جميع أرجاء المملكة طبعت نسخة من رسوماته المتميزة بحجم كامل بعنوان العمارة التقليدية في المملكة العربية السعودية في فلورنسا بإيطاليا بمساعدة ابنه مخلص الحريري.
وفي السبعين من عمره وعلى الرغم من مرض السرطان الذي أصابه أصرّ الفنان المبدع على أن يقوم بآخر عمل فني له هو مجموعة لوحات باسم (بيوت الله) مكونة من (51) لوحة لأهم المساجد التاريخية في العالم وقد تم عرضها لأول مرة عام (1991) في العاصمة الأمريكية (واشنطن) ثم بدأت جولتها في الكثير من العواصم بما فيها (الرياض) وحتى النهاية ظل محتفظاً بنظرة متفائلة حول وضعه وبقي مدفوعاً بإيمانه وملهماً بالتعطش للمعرفة والبحث عن الجمال.

## وفاتة
توفي (الحريري) وهو في الثمانين من عمره عام (1994) بعد مسيرة حافلة بالإبداع الفني.

## أعماله

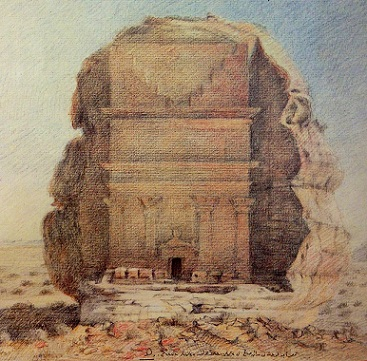
رسم وهبي الحريري الرفاعي بعنوان قصر الفريد . رسم بالموقع بمدائن صالح بالمملكة العربية السعودية (1979).
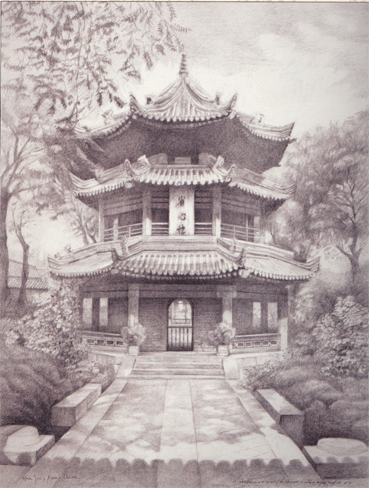
رسم الجرافيت للحريري عام 1992 للجامع الكبير في شيان ، شيان ، شنشي ، الصين.
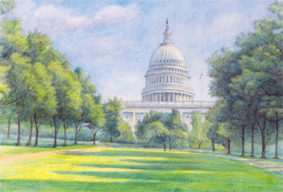
لوحة مائية للحريري عام 1993 لمبنى الكابيتول بالولايات المتحدة ، في ناشونال مول ، واشنطن العاصمة
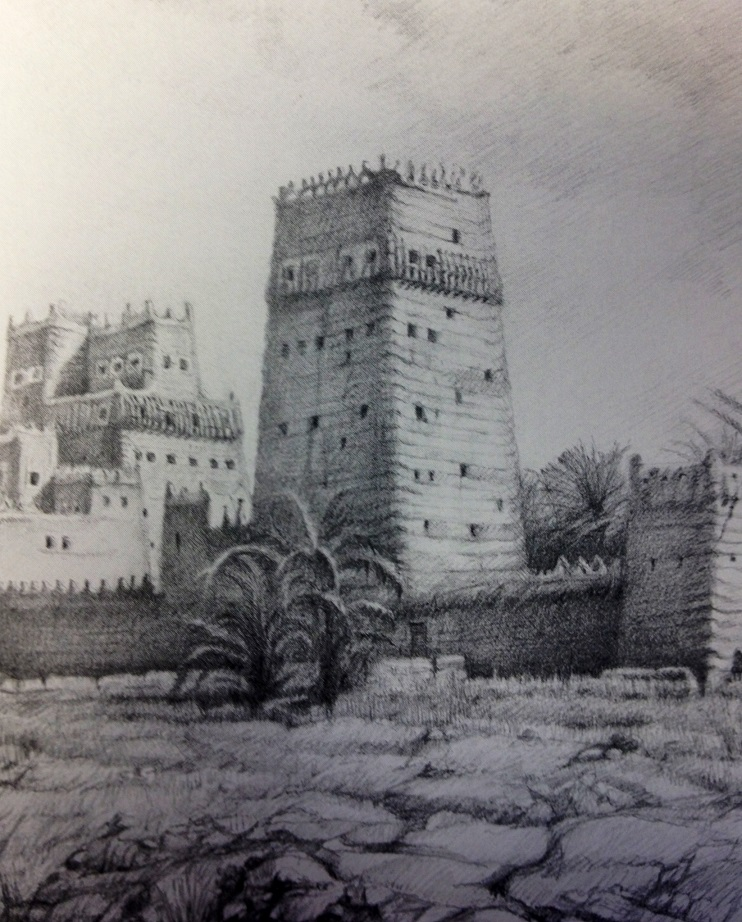
رسم وهبي الحريري بعنوان منزل جابر بن حسين بن نصيب ، نجران ، المملكة العربية السعودية ، 1981. جرافيت على ورق ..
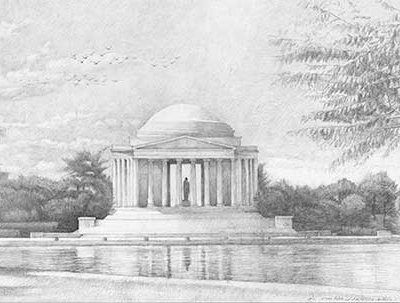
رسم الحريري لنصب جيفرسون التذكاري ، واشنطن العاصمة ، 1991.
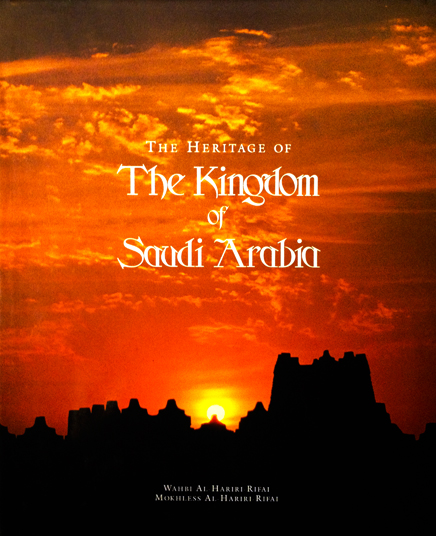
تراث المملكة العربية السعودية وهبي الحريري الرفاعي 1990.